# KV32
A KV32, no Vale dos Reis em Egito, é a tumba de Tiaa esposa do faraó Amenófis II e mãe do faraó Tutemés IV, e foi descoberta em 1898 por Victor Loret.
A tumba está não terminada e sem decorações, e avança cerca de 40 metros dentro da montanha. Um pedaço da parede de uma câmara lateral da tumba acabou invadindo a tumba vizinha (KV47) durante a sua construção.
A KV32 não foi escavada ou estudada completamente, mas os trabalhos estão sendo desenvolvidos no Projeto MISR (Mission Siptah-Ramses X) de uma equipe da Universidade de Basileia.